# Ганицький Іван Михайлович
Іван Михайлович Ганицький (нар. 1879, Кишинів — 1921) — український громадський та політичний діяч, товариш міністра торгівлі та промисловості уряду Української Центральної Ради, членом Державної комісії з товарообміну між Україною та центральними державами. Інженер-технолог.

## Життєпис
Народився в родині директора Кишинівської православної семінарії. Після закінчення із золотою медаллю Кишинівської гімназії № 1 (1897), поступив на перший курс фізико-математичного факультету університету св. Володимира. У 1900 перевівся на механічний факультет Київського політехнічного інституту, який закінчив у 1906, захистивши студентський дипломний проект на тему «Парова турбіна Лаваля». За цей проект був удостоєний диплома 1 ступеня. Працював майстром мідноливарного цеху на заводі Гартмана в Луганську (1906).
З 1 вересня 1906 по 1 вересня 1909 як професорський стипендіат Київського політехнічного інституту готувався до викладацької кар'єри. Викладав технічне креслення на механічному відділені Київського політехнічного інституту, в гімназії Левандовської (1907). Був відряджений до Берліна (1907), на машинобудівну виставку в Прагу (1908), Стокгольм (1909), Пільзе, Мюнхен, Цюрих (1910).
Склав іспити на звання ад'юнкта прикладної механіки у 1910. Викладач кафедри прикладної механіки по відділенню теплових двигунів Київського політехнічного інституту з 1911. У 1912 захистив дисертацію і здобув звання ад'юнкта прикладної механіки та екстраординарного професора кафедри прикладної механіки (по відділенню теплових двигунів) цього ж інституту та призначений керівником лабораторії теплових двигунів (1912). Ординарний професор цього ж інституту (1915–1919).
Після Лютневої революції І. М. Ганицький стає головою товариства «Праця», яке разом із діячами «Просвіти» вступило за заснування Київського українського народного університету. 21 вересня 1917, під час спільного засідання факультетських комісій, ректором майбутнього університету було обрано професора І. М. Ганицького.
Був товаришем міністра торгівлі та промисловості уряду УЦР, членом Державної комісії з товарообміну між Україною та центральними державами.
У 1918 році був українським консулом у Кишиневі.